# سانت آندرئو د لا بارکا
سانت آندرئو د لا بارکا (به اسپانیایی: Sant Andreu de la Barca) یک شهرستان در اسپانیا است که در استان بارسلون واقع شده‌است.

## خصوصیات
سانت آندرئو د لا بارکا ۵٫۵۲ کیلومترمربع مساحت و ۲۳٬۳۰۷ نفر جمعیت دارد و ۴۲ متر بالاتر از سطح دریا واقع شده‌است.